# Isaac Singer

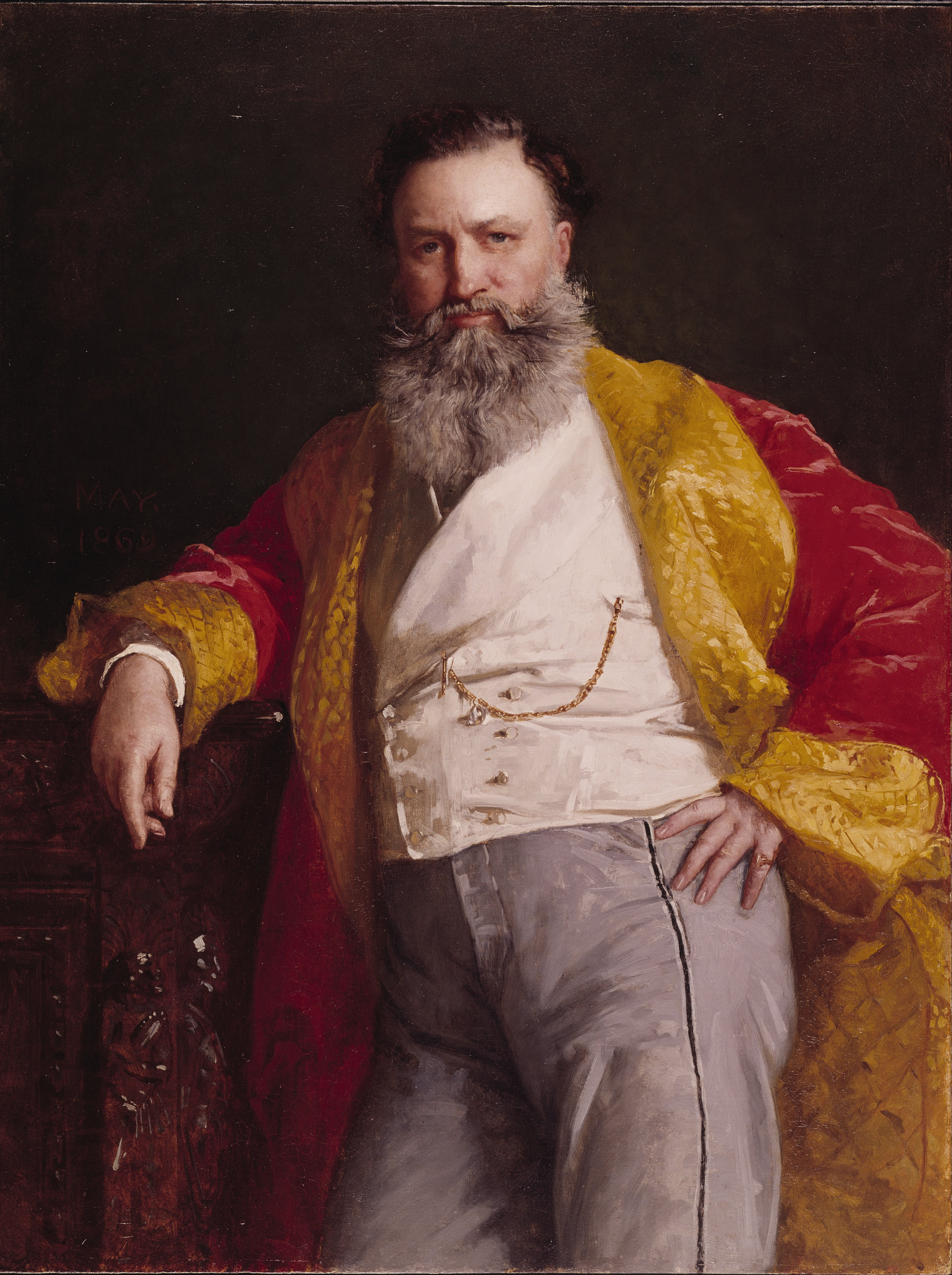
Isaac Singer

Isaac Merritt Singer (Schaghiticoke, New York, 27 oktober 1811 - Torquay, 23 juli 1875) was een Amerikaanse uitvinder, acteur en ondernemer. Hij maakte belangrijke verbeteringen aan in het ontwerp van de naaimachine en hij was de stichter van de 'Singer Sewing Machine Company'.
Hij begon zijn carrière als rondreizend acteur. Tijdens de zwakkere periodes werkte hij als arbeider, onder andere aan het Illinois and Michigan Canal. Daar ontwierp hij een rotsboormachine waarvoor hij in 1839 een patent verkreeg. Hij zou dit voor veel geld verkopen om weer toneel te kunnen spelen. In 1849 ontwierp hij een lettersnijmachine. Later in Boston huurde hij een gedeelte van een atelier om het prototype uit te werken. Zijn huurbaas en medegebruiker van het atelier Orson Phelps bouwde naaimachines voor derden en vertelde dat ze onderhoudsgevoelig waren en dat er veel klachten over bestonden. Singer verbeterde de naaimachine, onder andere door het aanbrengen van een pedaal in plaats van een handslinger, en begon samen met Phelps het Jenny Lind Sewing Machine Project, genoemd naar Jenny Lind. Na heel wat moeite en een financiële regeling met de uitvinder Elias Howe slaagde hij er in de intellectuele eigendomsrechten voor de verbeterde naaimachine onder de rechthebbenden te verdelen, en begon hij aan de productie en promotie voor de Singer Sewing Machine, geproduceerd door I.M.Singer & Company

## Privéleven
Op 19-jarige leeftijd huwde Singer de 15-jarige Catherine Haley, die hem een zoon schonk. Ze vestigen zich in New York. Op een van zijn reizen ontmoette hij Mary Ann Sponsler, die hij ten huwelijk vroeg. Teruggekeerd bij Haley kreeg hij in 1837 een dochter. Datzelfde jaar verliet hij Haley om samen te wonen met Mary Ann Sponsler, de moeder van zijn zoon Isaac. Ze zouden een tijd samen rondtrekken als toneelspelers. Na het succes van de Singer Corporation vestigde Mary Ann zich ook in New York. Singer scheidde van Catherine Haley en installeerde meerdere maîtresses in appartementen in de stad. Een van hen, Mary McGonigal, schonk hem vijf kinderen; een ander gezin, met de naam Merritt, werd later ontdekt. Sponsler vervolgde hem en Singer vluchtte naar Londen. Hij liet in de Verenigde Staten vermoedelijk twaalf kinderen achter. In Parijs leerde hij zijn laatste echtgenote kennen, Isabelle Boyer, met wie hij in 1863 trouwde en nadien zes kinderen kreeg, onder wie Winnaretta Singer. Na hun verbanning uit New York, vestigden ze zich, na uit Parijs te zijn verdreven door de Frans-Duitse Oorlog, in Londen en Torquay, waar Singer in 1875 uiterst gefortuneerd stierf.
- Gemeinsame Normdatei: 118797409
- International Standard Name Identifier: 0000 0000 6676 9518
- Library of Congress Control Number: n85179023
- Nationale Bibliotheek van Tsjechië: xx0029195
- Nationale Bibliotheek van Israël: 987007274640205171
- Nationale Bibliotheek van Polen: a0000001934979
- Nederlandse Thesaurus van Auteursnamen: 06899740X
- SNAC: w6m080bx
- Union List of Artist Names: 500021730
- Virtual International Authority File: 42634149
- WorldCat: E39PBJhH4pf7kvpD778pWYYHG3